# Alexis Chantraine
Joseph Dieudonné Alexis Chantraine (Bressoux, 16 de março de 1901 - Liège, 24 de abril de 1987) foi um futebolista belga que foi selecionado para a Copa do Mundo FIFA de 1930, porém não atuou.